# مجلة الأنثروبولوجي
مجلة الأنثروبولوجي (بالفرنسية: L'Anthropologie)‏ هي مجلة علمية فرنسية تصدر كل شهرين منذ 1890، وتتخصص في عصور ما قبل التاريخ والتاريخ القديم.

## وصف المجلة
هذه المجلة، التي تأسست في عام 1890 في باريس، كانت في الأصل تركز على علم الإنسان وعلم الأعراق، لكنها أصبحت تنشر فيما بعد مقالات في مجالات ما قبل التاريخ وعلم الإنسان القديم. المجلة حاليا تعتمد على كتاب من جميع جنسيات العالم. تصدر الأعداد كل شهرين (6 أعداد في السنة).
في عام 2001، ضمت إليها المجلة الشهرية البلجيكية (بالفرنسية: Préhistoire européenne)‏، التي كانت تنشر من عام 1992 إلى عام 2001 من قبل جامعة لييج.